# ميتشيل دايكس
ميتشيل دايكس (بالهولندية: Mitchell Dijks)‏ (9 فبراير 1993 ببورميراند في هولندا - ) هو لاعب كرة قدم هولندي في مركز الدفاع. شارك مع منتخب هولندا تحت 17 سنة لكرة القدم ومنتخب هولندا تحت 19 سنة لكرة القدم ومنتخب هولندا تحت 21 سنة لكرة القدم. أما مع النوادي، فقد لعب مع أياكس أمستردام وفيلم تو تيلبورغ ونادي هيرنفين.

## روابط خارجية
- ميتشيل دايكس على موقع قاعدة بيانات كرة القدم.إي يو (الإنجليزية)
- ميتشيل دايكس على موقع Soccerway.com (الإنجليزية)
- ميتشيل دايكس على موقع عالم كرة القدم.نت (الإنجليزية)
- ميتشيل دايكس على موقع AS.com (الإسبانية)